# Reformierte Kirche Mitlödi

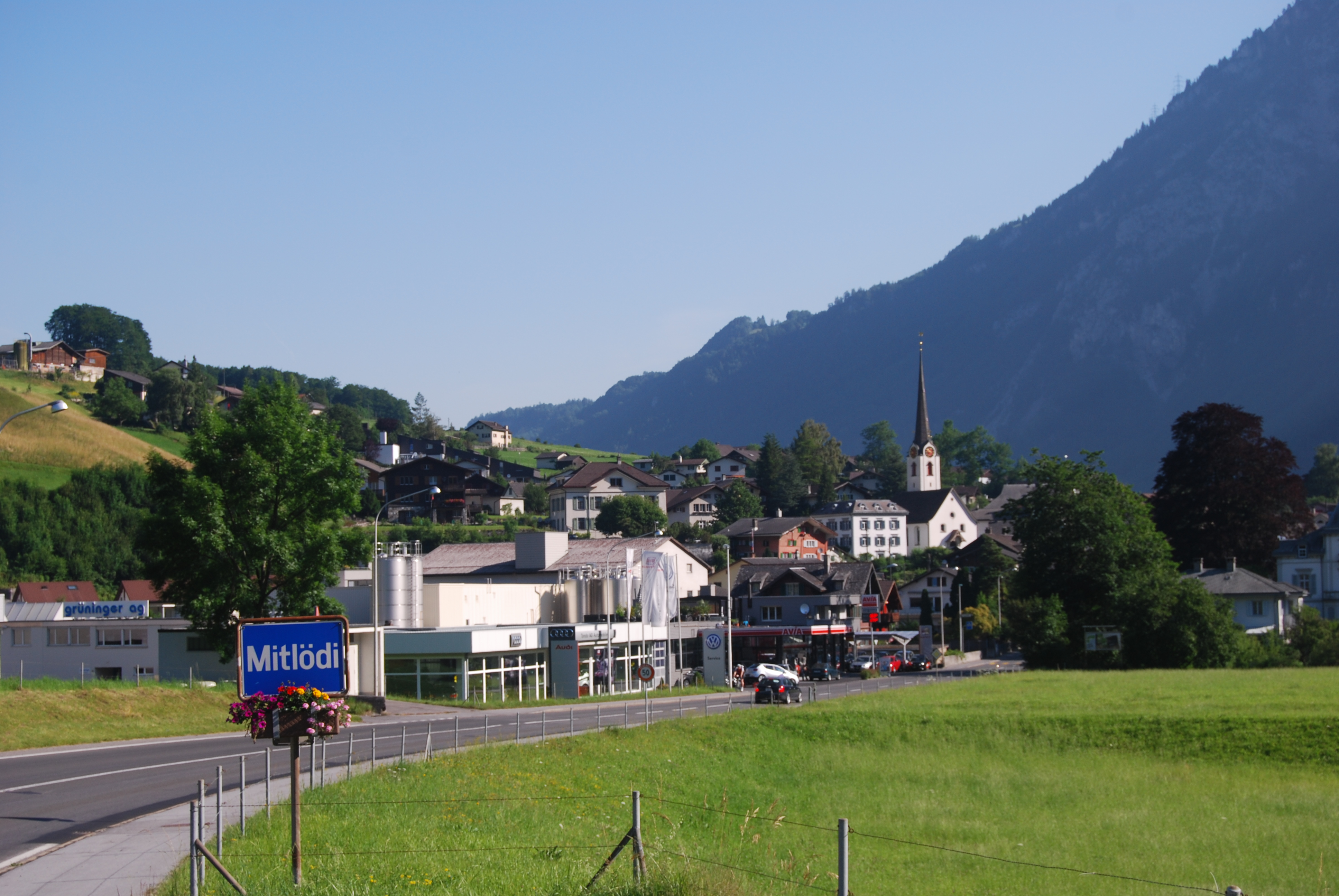
Mitlödi mit reformierter Kirche

Die reformierte Kirche Mitlödi ist eine barocke Landkirche in Mitlödi im Kanton Glarus. 

## Baugeschichte
Die Saalkirche mit eingezogenem Chor wurde 1725 errichtet. Nach Brandschäden am Turm musste der Turmhelm 1952 ersetzt werden. Der Baumeister Johann Ulrich Grubenmann versah die Kirche mit einem eleganten Spitzturmhelm mit schwungvollen Wimpergen.

## Ausstattung
Die Kanzel stammt aus der Bauzeit. Die Glasmalereien von Friedrich Berbig wurden 1884, die Dekorationsmalereien im Innern um 1900 ausgeführt. Sehenswert ist die Orgel mit klassizistischem Prospekt von 1855.